# Unia dynastyczna
Unia dynastyczna to związek dwóch lub więcej państw, w których panują przedstawiciele tej samej dynastii. Nie dotyczy to jednak państw posiadających wspólnego monarchy (tzw. unii personalnej). 

## Przykład
- Polska i Szwecja w latach 1599–1654. W obydwu tych państwach panowała dynastia Wazów, lecz po zerwaniu w 1599 unii personalnej panowali w nich odrębni władcy. W Polsce byli to: Zygmunt III (do 1632), Władysław IV (1632–1648) i Jan II Kazimierz (1648–1668); zaś w Szwecji – Karol IX (1599–1611), Gustaw II Adolf (1611–1632) i Krystyna (1632–1654).

### Współczesność
Współcześnie unia dynastyczna istnieje między następującymi państwami:
| Dynastia                   | Głowa państwa | Fotografia                                     | Państwo                              | Pełniony urząd       | Od kiedy         |
| -------------------------- | ------------- | ---------------------------------------------- | ------------------------------------ | -------------------- | ---------------- |
| Koburgowie                 | Filip I       |                                                | Belgia                               | król                 | 21 lipca 2013    |
| Windsorowie                | Karol III     |                                                | Wielka Brytania · Commonwealth realm | król                 | 8 września 2022  |
| Windsorowie                | Karol III     | Antigua i Barbuda · Commonwealth realm         | król                                 | 1 listopada 1981     |                  |
| Windsorowie                | Karol III     | Australia · Commonwealth realm                 | król                                 | 6 lutego 1952        |                  |
| Windsorowie                | Karol III     | Bahamy · Commonwealth realm                    | król                                 | 10 lipca 1973        |                  |
| Windsorowie                | Karol III     | Barbados · Commonwealth realm                  | król                                 | 30 listopada 1966    |                  |
| Windsorowie                | Karol III     | Belize · Commonwealth realm                    | król                                 | 21 września 1981     |                  |
| Windsorowie                | Karol III     | Grenada · Commonwealth realm                   | król                                 | 4 lutego 1974        |                  |
| Windsorowie                | Karol III     | Jamajka · Commonwealth realm                   | król                                 | 6 sierpnia 1962      |                  |
| Windsorowie                | Karol III     | Kanada · Commonwealth realm                    | król                                 | 6 lutego 1952        |                  |
| Windsorowie                | Karol III     | Nowa Zelandia · Commonwealth realm             | król                                 | 6 lutego 1952        |                  |
| Windsorowie                | Karol III     | Papua-Nowa Gwinea · Commonwealth realm         | król                                 | 16 września 1974     |                  |
| Windsorowie                | Karol III     | Saint Kitts i Nevis · Commonwealth realm       | król                                 | 19 września 1983     |                  |
| Windsorowie                | Karol III     | Saint Lucia · Commonwealth realm               | król                                 | 22 lutego 1979       |                  |
| Windsorowie                | Karol III     | Saint Vincent i Grenadyny · Commonwealth realm | król                                 | 27 października 1979 |                  |
| Windsorowie                | Karol III     | Tuvalu · Commonwealth realm                    | król                                 | 1 października 1978  |                  |
| Windsorowie                | Karol III     | Wyspy Salomona · Commonwealth realm            | król                                 | 7 lipca 1978         |                  |
| Windsorowie                | Karol III     | Niue · New Zealand Realm                       | król                                 | 19 października 1974 |                  |
| Windsorowie                | Karol III     | Wyspy Cooka · New Zealand Realm                | król                                 | 4 sierpnia 1965      |                  |
| Windsorowie                | Karol III     | Guernsey Dependencja korony brytyjskiej        | Książę Normandii                     | 6 lutego 1952        |                  |
| Windsorowie                | Karol III     | Jersey Dependencja korony brytyjskiej          | Książę Normandii                     | 6 lutego 1952        |                  |
| Windsorowie                | Karol III     | Wyspa Man Dependencja korony brytyjskiej       | król, Pan Man                        | 6 lutego 1952        |                  |
| Glücksburgowie             | Fryderyk X    |                                                | Dania, Grenlandia i · Wyspy Owcze    | król                 | 14 stycznia 2024 |
| Glücksburgowie             | Harald V      |                                                | Norwegia                             | król                 | 17 stycznia 1991 |
| Burbonowie                 | Filip VI      |                                                | Hiszpania                            | król                 | 2014             |
| Burbonowie Linia Parmeńska | Henryk        |                                                | Luksemburg                           | wielki książę        | 2000             |